# تپه شورج یک
تپه شورج یک در شهرستان بوئین‌زهرا، روستای شورجه واقع شده و این اثر در تاریخ ۵ آذر ۱۳۸۰ با شمارهٔ ثبت ۴۴۱۸ به‌عنوان یکی از آثار ملی ایران به ثبت رسیده است.